# Лембиту (танковая колонна)
Танковая колонна «Лембиту» — танковая колонна, купленная на собственные средства и подаренная жителями Эстонии 1-му танковому корпусу. Включала в себя 37 танков Т-34-85. В составе 1-го танкового корпуса участвовала в битве под Кёнигсбергом.

## История
Колонна из 37 танков Т-34-85 была построена на средства граждан Эстонской ССР. 6 мартa 1945 года танки были доставлены на станцию Тапиау и были торжественно переданы в 1-й танковый корпус 15 марта.
В некоторых источниках как дату передачи танков в танковый корпус указывают лето 1944 или лето 1943 год. Эти сведения не подтверждаются фотоматериалами. Танки имели «зимний камуфляж», и это не подтверждает версию передачи танков летом. Передача танков состоялась на торжественном митинге, на котором выступил командир танкового батальона майор Свинцов, командир штурмовой роты капитан Котля, а также механик-водитель сержант Рукавицин.
Колонна была названа в честь эстонского народного героя Лембиту — эстонского старейшины и вождя, возглавившего борьбу против Ордена меченосцев.
Танки были переданы после митинга, на котором выступил штакор Василий Васильевич Бутков, экипажам 
159-й танковой Полоцкой ордена Ленина Краснознамённой орденов Суворова и Кутузова бригады
1-го Инстербургского Краснознамённого танкового корпуса полковника Константина Олеговича Петровского, которая и штурмовала город-крепость.

## Значение
До передачи танков и создания танковой колонны «Лембиту» 1-й танковый корпус понёс потери в ходе Восточно-Прусской операции и в марте 1945 года готовился к взятию Кёнигсберга. Передача 37 танков Т-34-85 и создание новой танковой колонны «Лембиту» усилили 1-й танковый корпус для последующих боёв под Кёнигсбергом.
Также передача танков послужила символом поддержки жителями Эстонии Советской армии.